# Watzendorf (Neuendettelsau)

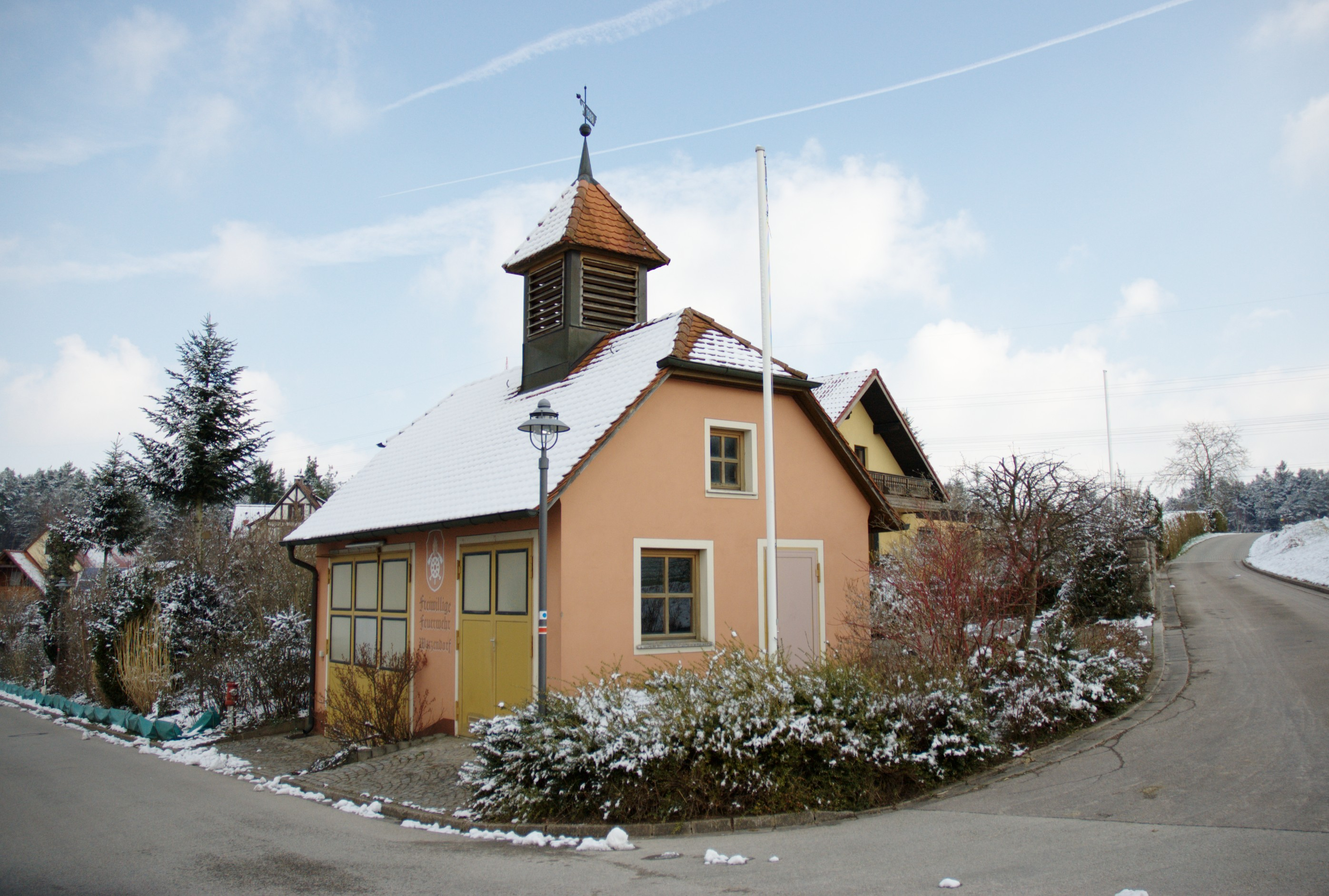
Feuerwehrhaus

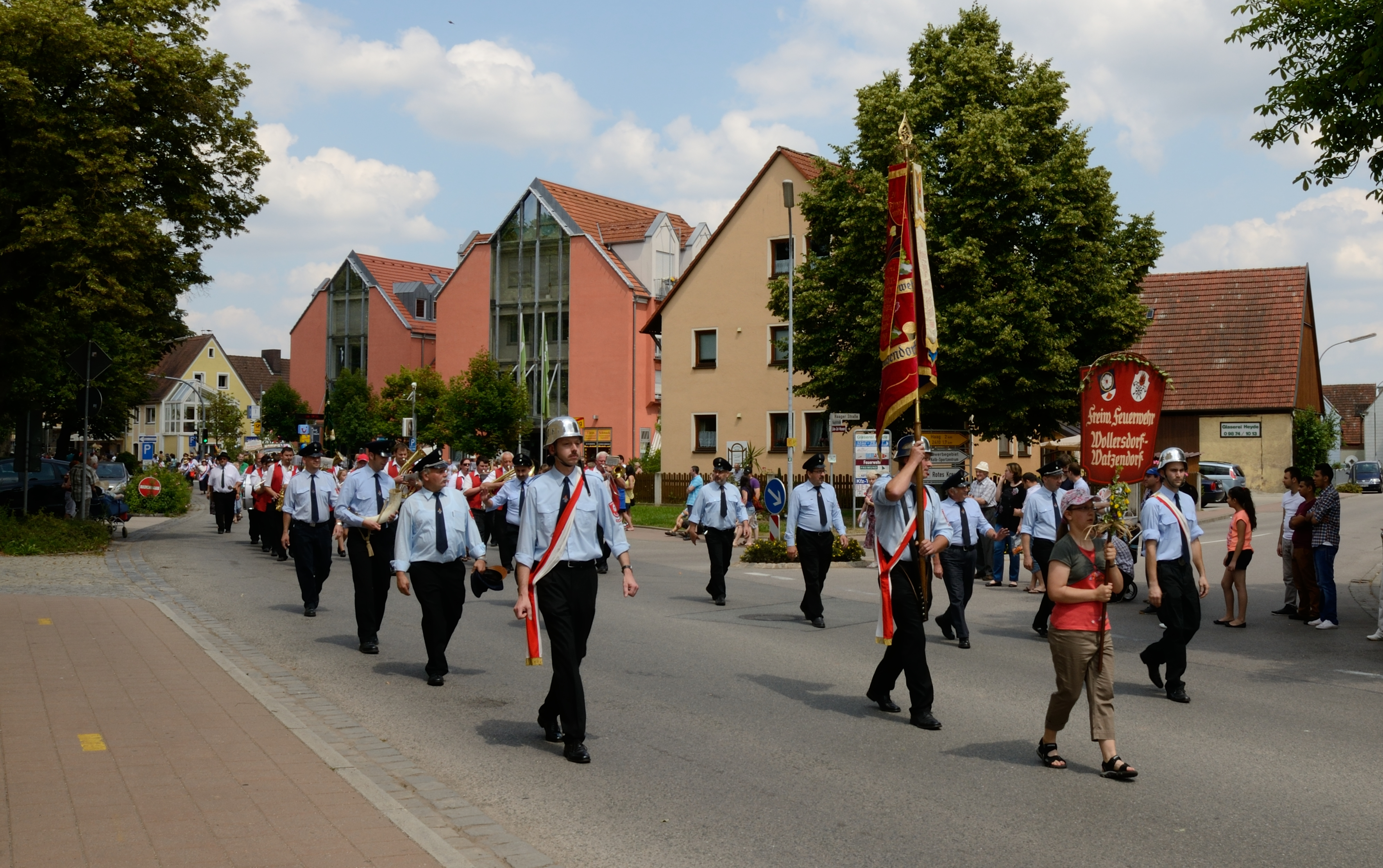
Freiwillige Feuerwehr Wollersdorf-Watzendorf auf dem Kirchweihumzug Neuendettelsau (2013)

Watzendorf (fränkisch: Watsndorf) ist ein Gemeindeteil der Gemeinde Neuendettelsau im Landkreis Ansbach (Mittelfranken, Bayern). Watzendorf liegt in der Gemarkung Wollersdorf.

## Geografie
Durch das Dorf fließt der Watzendorfer Bach, ein rechter Zufluss der Aurach. 0,5 km nördlich befindet sich der Aschberg (434 m ü. NHN). Nordöstlich schließt sich das Waldgebiet Hotzen an, 0,5 km südlich liegt die Flur Gaßäcker. Eine Gemeindeverbindungsstraße verläuft nach Wollersdorf zur Kreisstraße AN 17 (1,6 km nordöstlich) bzw. nach Reuth zur Staatsstraße 2410 (1,7 km westlich), eine weitere führt nach Suddersdorf zur Kreisstraße AN 28 (2 km südöstlich).

## Geschichte
Im Jahre 1212 wurde ein „Wernhard von Watzendorph“ erwähnt, der ein Afterlehen in Vrach hatte, das dann durch den Würzburger Bischof Otto I. von Lobdeburg dem Kloster Heilsbronn freieigen vermacht wurde. Dies ist zugleich die erste Erwähnung des Ortes. Das Bestimmungswort des Ortsnamens ist der Personenname Wazo, der als Gründer des Dorfes angesehen werden kann. Eine Besiedelung bereits vor dem Jahr 1000 ist anzunehmen.
Das Kloster Heilsbronn erhielt dort den Zehnten teils als Geschenk Seyfrid Bruschenkels, teils von den Herren von Pfefferbalg, die ihren Zehntanteil 1336 an den 16. Abt Gamsfelder verkauft hatten.
Der 33. Abt Schörner beklagte sich über das dortige Gemeindeleben zur Reformationszeit folgendermaßen in einem Brief an den Amtmann Christoph von Seckendorf zu Windsbach: „Die dortigen Unterthanen der mancherlei (viererlei) Herrschaften sind alle voll Neid und Haß wegen Wasser, Weide, Hirtenpfründe und Weth. Da ist beständiges Klagen und Prozessiren. Wären sie Alle unter einerlei Herrschaft, so wäre der beste Rath, sie Alle zusammen in einen Thurm zu werfen und sie so lang bei Wasser und Brot darin zu lassen, bis sie einig würden. Ohne Zweifel würden sie dann bald einig werden.“
Im 16-Punkte-Bericht des Oberamts Windsbach aus dem Jahr 1608 wurden für Watzendorf fünf Mannschaften verzeichnet: ein Gütlein unterstand dem Kastenamt Windsbach, ein Gütlein dem Rat zu Windsbach, ein Hof dem Klosterverwalteramt Heilsbronn und zwei Höfe der Reichsstadt Nürnberg. Außerdem gab es ein Gemeindehirtenhaus. Das Hochgericht übte das brandenburg-ansbachische Kasten- und Stadtvogteiamt Windsbach aus.
Ein Bericht über den Zustand des Orts nach dem Dreißigjährigen Krieg enthält die Worte: „Oede und hinweggebrannt.“ Tatsächlich wurde Watzendorf völlig zerstört und erst durch Österreichische Vertriebene wiederbesiedelt.
In der Amtsbeschreibung des Pflegamtes Lichtenau aus dem Jahr 1748 wurden für den Ort fünf Untertansfamilien angegeben, wovon zwei dem Pflegamt unterstanden und drei Fremdherren.
Gegen Ende des 18. Jahrhunderts gab es in Watzendorf sieben Anwesen und ein Gemeindehirtenhaus. Das Hochgericht und die Dorf- und Gemeindeherrschaft übte das Kasten- und Stadtvogteiamt Windsbach aus. Grundherren waren das Fürstentum Ansbach (Kastenamt Windsbach: 1 Gut, 1 Gütlein; Klosterverwalteramt Heilsbronn: 1 Hof, 1 Halbhof, 1 Gut), das Landesalmosenamt der Reichsstadt Nürnberg (1 Hof, 1 Halbhof). Von 1797 bis 1808 unterstand der Ort dem Justiz- und Kammeramt Windsbach. Die Zahl der Anwesen war unverändert.
Im Rahmen des Gemeindeedikts wurde Watzendorf dem 1808 gebildeten Steuerdistrikt Bertholdsdorf und der 1810 gegründeten Ruralgemeinde Aich zugeordnet. 1811/12 erfolgte der Wechsel zum Steuerdistrikt Aich, es wurde aber bereits 1816 wieder dem Steuerdistrikt Bertholdsdorf zugeschlagen. Mit dem Zweiten Gemeindeedikt (1818) wurde Watzendorf in die neu gebildete Ruralgemeinde Wollersdorf umgemeindet.
Im Jahre 1934 entdeckte der Watzendorfer Kleinbauer Peter Kohl auf seinem Acker ca. 1800 Silbermünzen, die in Leinen eingewickelt waren. Sie stammen aus einer Zeit zwischen 1220 und 1261 und stellen für diesen Zeitraum den drittgrößten Münzfund im süddeutschen Raum dar. Die Münzen wurden an Museen, Händler und Sammler in ganz Europa verkauft.
Am 1. Januar 1972 wurde Watzendorf im Zuge der Gebietsreform in Bayern nach Neuendettelsau eingegliedert.

### Historische Ortskarte

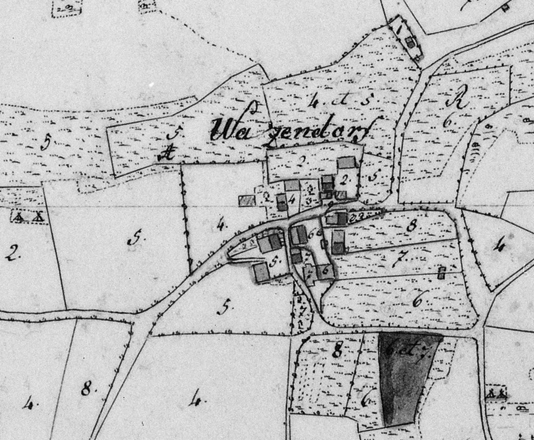
Ortsplan 1826

### Einwohnerentwicklung
| Jahr      | 1818   | 1836   | 1840   | 1861   | 1871   | 1885   | 1900   | 1925   | 1950   | 1961   | 1970   | 1987   | 2007   | 2013  |
| --------- | ------ | ------ | ------ | ------ | ------ | ------ | ------ | ------ | ------ | ------ | ------ | ------ | ------ | ----- |
| Einwohner | 43     | 58     | 66     | 67     | 77     | 75     | 52     | 52     | 75     | 49     | 50     | 59     | 52     | 52    |
| Häuser    | 9      | 10     | 10     |        |        | 12     | 12     | 11     | 11     | 11     |        | 13     |        |       |
| Quelle    | [ 18 ] | [ 19 ] | [ 20 ] | [ 21 ] | [ 22 ] | [ 23 ] | [ 24 ] | [ 25 ] | [ 26 ] | [ 27 ] | [ 28 ] | [ 29 ] | [ 30 ] | [ 1 ] |

## Religion
Ursprünglich waren die Bewohner nach St. Maria (Großhaslach) gepfarrt. Im Jahr 1473 wurde St. Kunigund in Reuth zur Pfarrei erhoben und löste sich mit den umliegenden Orten, zu denen auch Watzendorf zählte, von der Mutterkirche los. Bereits in der ersten Hälfte des 16. Jahrhunderts – spätestens im Jahr 1545 – wurde St. Kunigund Filiale von St. Michael (Weißenbronn) bzw. von St. Stefan (Wollersdorf). 1812 wurden schließlich Watzendorf und Wollersdorf an die Pfarrei St. Georg in Bertholdsdorf abgegeben, zu der die Bewohner evangelisch-lutherischer Konfession bis heute angehören.
Die Einwohner römisch-katholischer Konfession waren ursprünglich nach St. Vitus (Veitsaurach) gepfarrt, später war die Pfarrei Unsere Liebe Frau (Heilsbronn) zuständig, seit 1992 ist es die Pfarrei St. Franziskus (Neuendettelsau).

## Vereine
- EMMA-Museum Watzendorf zur Geschichte des Ortes, mit originalen Gerätschaften aus der Zeit vor dem elektrischen Strom
- Freiwillige Feuerwehr Wollersdorf-Watzendorf, gegründet am 28. Januar 1899.